# Houbička

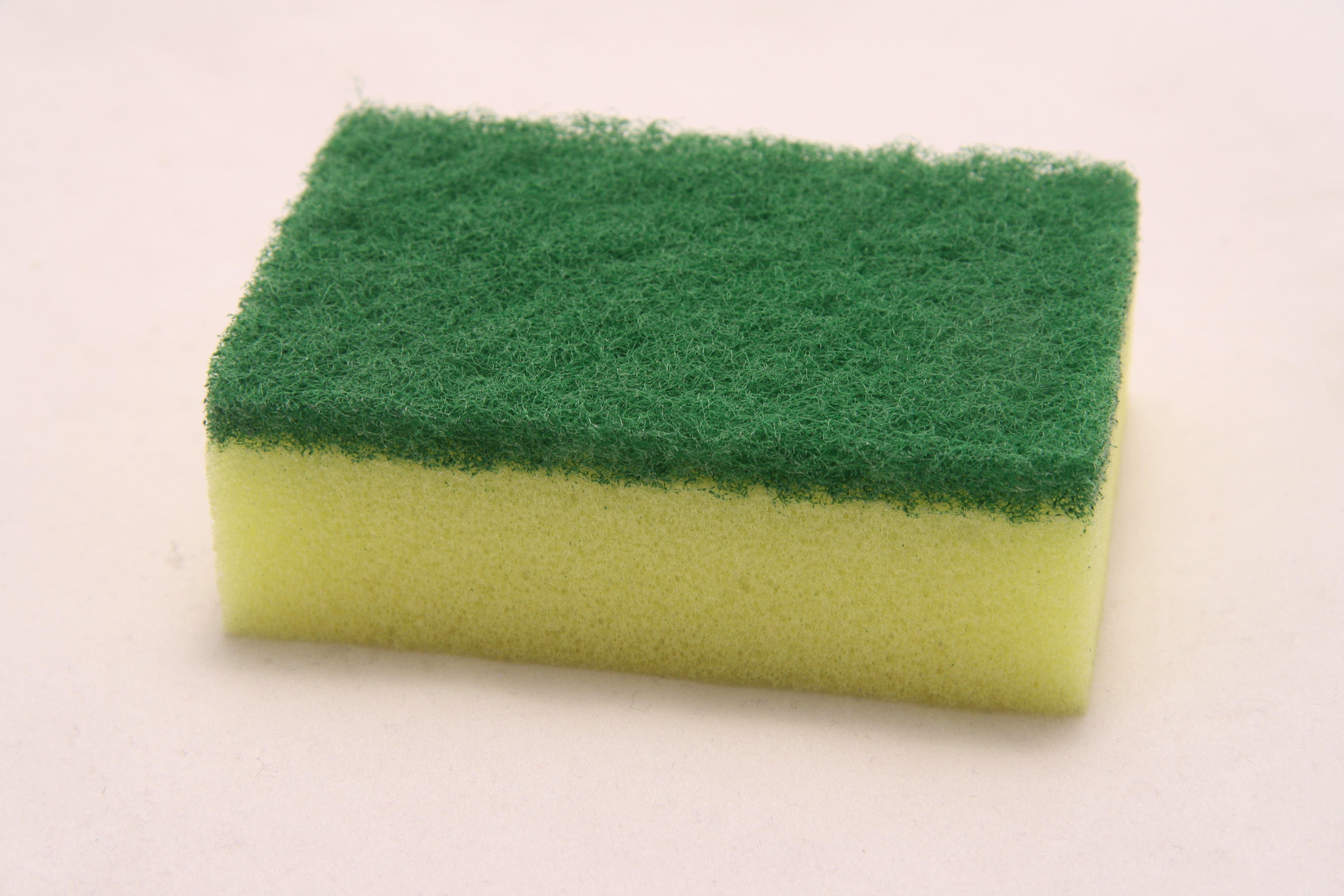
Běžná uretanová houbička na nádobí

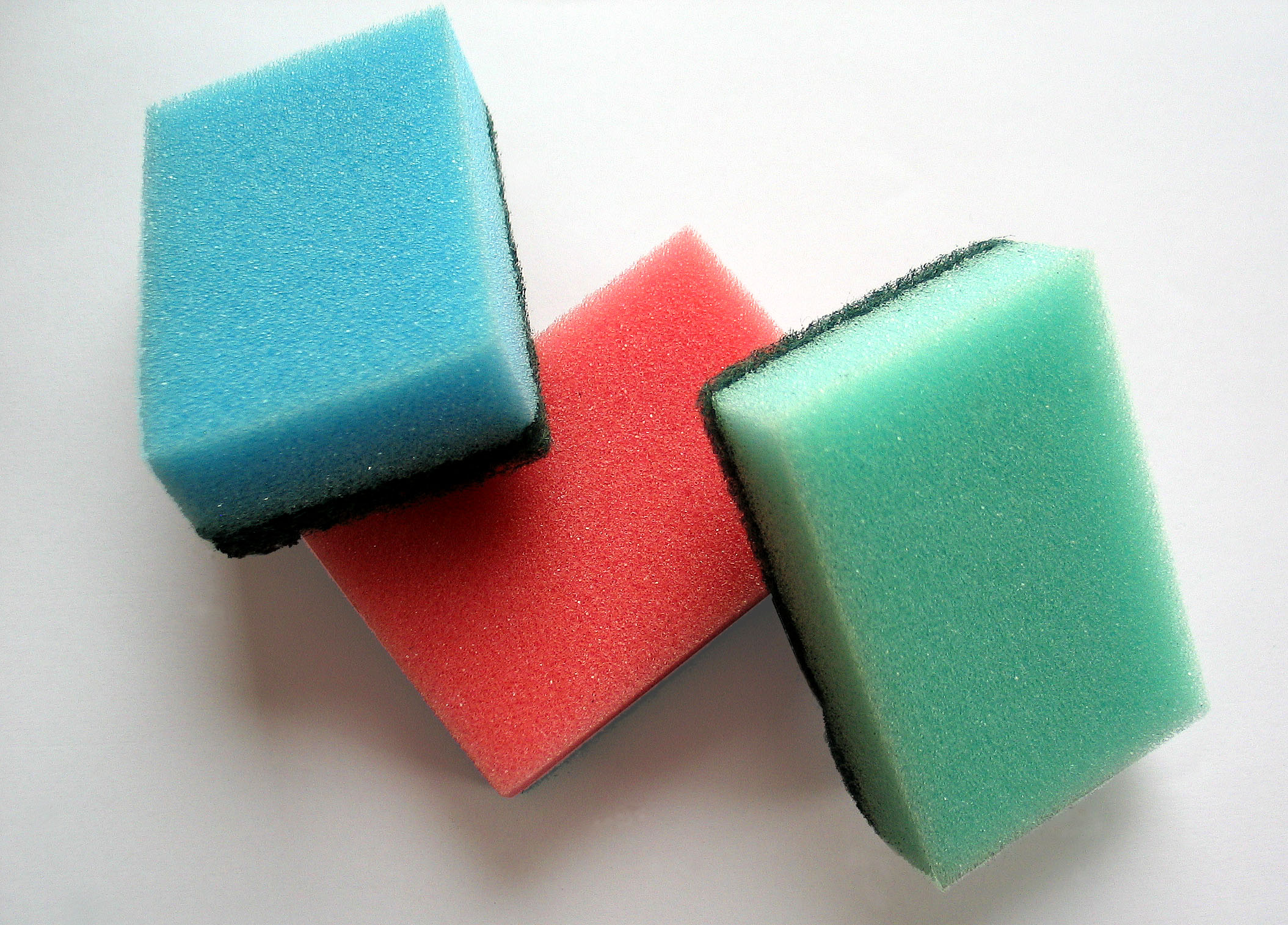
Houbičky existují v mnoha různých barvách

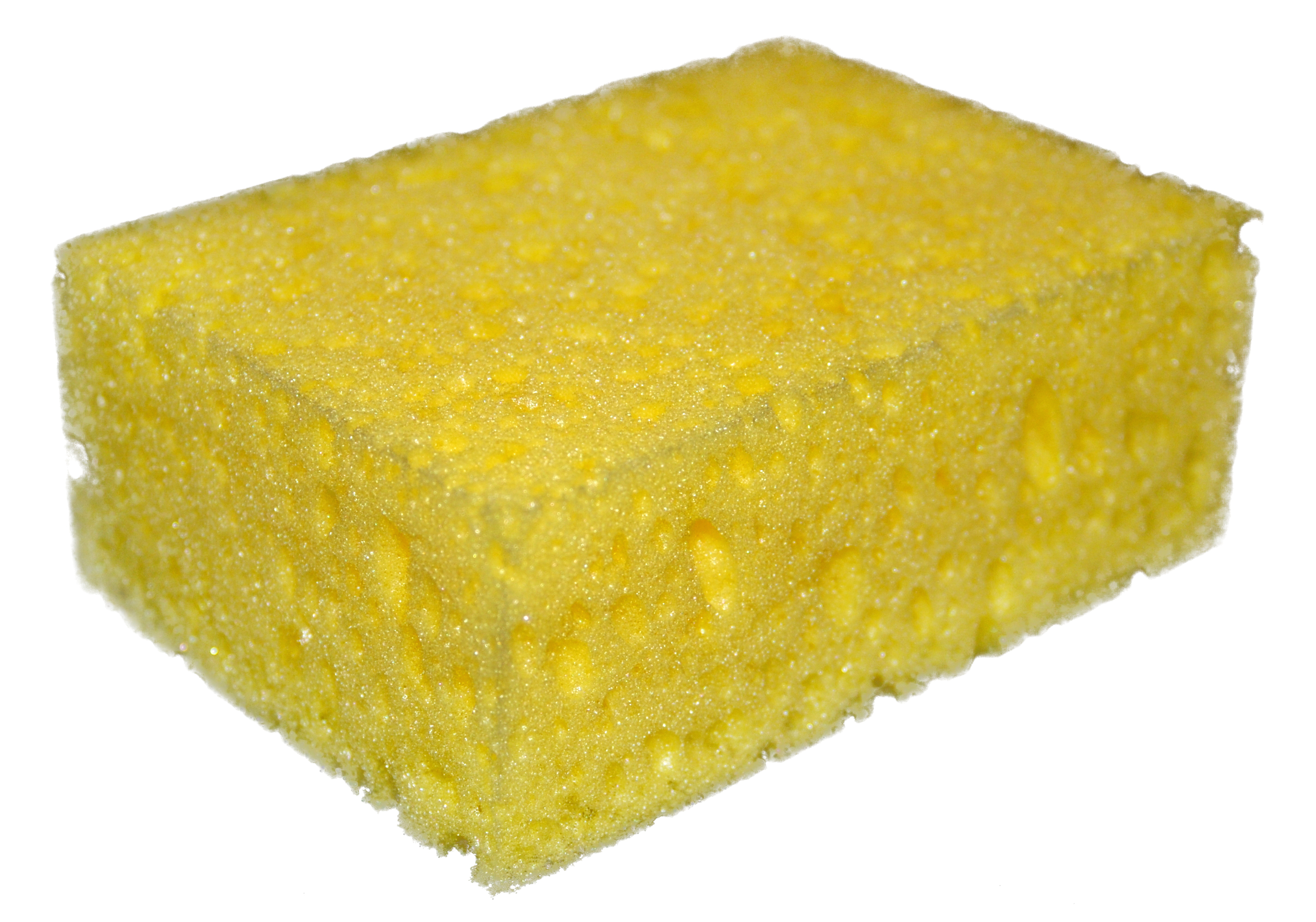
Tabulová houba

Houbička nebo též houba je nástroj používaný k čištění, tvořený měkkým pórovitým materiálem. Často jsou používány k čištění nádobí či různých povrchů (tabule, podlahy, kuchyňské linky, dřezu, stolu atd.). Mohou být také používány při osobní hygieně. Jejich výhodou je vysoká savost, tedy schopnost absorbovat vodu či jiné kapaliny. Původně byly houbičky vyráběny z houbovců, dnes jsou převážně vyráběny ze syntetických materiálů, např. polyesteru, polyuretanu či viskózových vláken.
Velikost houbiček se liší, běžné houbičky na nádobí jsou ale přibližně 8–10 cm dlouhé, 5–7 cm vysoké a 2–4 cm široké. Houbičky často mají dva různé povrchy; na jedné straně menší vrstva hrubého materiálu pro drhnutí a na druhé straně měkký pórovitý materiál sloužící k nasávání tekutin či utírání špinavého povrchu. Velikost obou vrstev se liší podle typu houbičky. Měkké strany houbiček mohou být v mnoha různých barvách, hrubé strany bývají zpravidla černé či tmavě zelené.
Před použitím je vhodné houbičku lehce namočit ve vodě a následně ji vyždímat, aby z ní nekapala voda. Houbičky mohou obsahovat velké množství bakterií a plísní, obzvláště, když se použijí vícekrát, nebo zůstanou po použití mokré. K odstranění škodlivých organismů pomáhá na dvě až čtyři minuty ohřát houbičku v mikrovlnné troubě, což zneškodní většinu škodlivých organismů.
Kromě běžných houbiček existují také takzvané nanohoubičky tvořené melaminem, které nemají hrubou stranu a jsou lépe savé než obvyklé houbičky na nádobí. Rovněž jsou vyráběny velké tabulové houby, dlouhé 18 cm, široké 11 cm a vysoké 4,5 cm, používané především k utírání školních tabulí. Tyto houby mají větší póry a rovněž nemají hrubou stranu.
Nejvíce houbiček je vyrobeno a dováženo z Francie, Tuniska, Kuby, Řecka a Baham.